# Henri Bartoli
Pour les articles homonymes, voir Bartoli.
Henri Bartoli, né le 22 avril 1918 à Lyon et mort le 1er octobre 2008, est un économiste français, professeur émérite à l'Université Paris 1 Panthéon-Sorbonne, spécialiste de l’histoire de la pensée économique.

## Biographie

### Jeunesse et résistance
Henri Pierre René Bartoli naît à Lyon de François Bartoli, médecin, et de Marie Jubeau. Il effectue sa scolarité au Collège-lycée Ampère. Son frère Marc est exécuté en 1940 dans la Somme par les Nazis pour avoir refusé de les renseigner sur les positions françaises à Narwick. Durant l'Occupation, il est étudiant en droit à l’Université de Lyon. Il milite alors à la Jeunesse Étudiante Chrétienne.
Il se lie d’amitié avec des étudiants juifs, notamment Renée Moerel et son fiancé Marcel David. Lorsque Renée Moerel et sa mère sont arrêtées en 1943 pour être envoyées au Camp de Drancy, Bartoli et Marcel David partent à Paris pour multiplier les démarches afin de les faire libérer, soutenant qu'elles n'étaient pas juives. Henri contacte le Commissariat général aux questions juives, le quartier général allemand en France et divers ecclésiastiques prêts à aider des juifs, dont le père Henri Ménardais, qui rédige de faux certificats de baptême au nom de Renée Moerel et de sa mère. Grâce à ces pièces, le Commissariat général aux questions juives délivre à Henri Bartoli une attestation selon laquelle les deux femmes n’étaient pas juives. Il va lui-même porter ces documents à Drancy et elles sont remises en liberté. Il sera ainsi inscrit au nombre des Justes parmi les nations en 1998.
Par conviction chrétienne et humaniste, il rejoint dans la Résistance le père Chaillet, fondateur des Cahiers du témoignage chrétien et de l'Amitié chrétienne, un réseau interconfessionnel de sauvetage des Juifs et autres victimes du nazisme. Durant l'été de 1943, il est invité par Georges Bidault à participer à l'élaboration du programme de politique économique et sociale du Conseil national de la Résistance.

### Parcours dans l'enseignement
Après la guerre, docteur en droit, il devient professeur d'économie à l'Université de Grenoble (1945-1959) puis à celle de Paris (1959-1971). De 1971 à 1985, il enseigne à l'Université Panthéon-Sorbonne. Ses recherches portent sur l'économie sociale, l'histoire de la pensée économique et l'économie du travail. Il s'oppose à la guerre d'Algérie.
Dans la plupart de ses livres, Henri Bartoli préconise une approche humaniste des rapports sociaux et démontre que les rapports de classe mènent à une impasse pour la société. Très influencé par la pensée de l'économie sociale chrétienne (Encyclique Rerum Novarum du Pape Léon XIII) et par son passage à la Jeunesse Étudiante Chrétienne, il tente de trouver les fondements économiques d'une vie sociale plus fraternelle. Par ailleurs, dans la plupart de ses contributions, il se posait la question : "Pourquoi la faim dans le monde ?" et préconisait d'urgence un rééquilibrage des rapports Nord-Sud.

## Décorations
- Commandeur de la Légion d'honneur (1992)[6]

## Vie privée
Il se marie le 6 décembre 1944 à Renée Boucheras, avec laquelle il a cinq enfants. Il est admis à faire valoir ses droits à la retraite en 1985.

## Citations
- "L’économie n’est pas la science de sujets isolés mais de rapports sociaux de production et d’échange de sorte que sa dimension politique est fondamentale."
- "Résister, c’est combattre toutes les injustices, toutes les atteintes à la dignité humaine, toutes les atteintes à la liberté, c’est en même temps créer, c’est reprendre les valeurs qui sont menacées pour leur redonner vie et faire qu’elles répondent aux circonstances historiques nouvelles dans lesquelles elles doivent être vécues."

## Liste de ses articles
- Henri Bartoli, Ethique et économie : médiation du politique, UNESCO, 2003.